# Arizona State Route 187
Die Arizona State Route 187 (kurz AZ 187) ist eine State Route im US-Bundesstaat Arizona, die in Nord-Süd-Richtung verläuft.
Die State Route beginnt an der Arizona State Route 387 nördlich von Casa Grande und endet nach 8,7 Kilometern nahe Sacaton an der Arizona State Route 87. Sie führt durch das Gila River Indian Reservation und sie wird oft als Abkürzung für den Verkehr in Richtung Phoenix genutzt, wenn die Interstate 10 in diese Richtung gesperrt ist.
Bis 1984 gehörte die heutige Strecke der AZ 387 zwischen der I-10 und Casa Grande noch zur AZ 187.